# Janina Andersson
Janina Maria Andersson, född 1971 i Åbo, var riksdagsledamot från Egentliga Finland för Gröna förbundet 1995–2011 och kommunfullmäktigeledamot i Åbo 1992–2004. Hon är politices magister från Åbo Akademi och har arbetat som danslärare (1985-1995) och redaktör för Studentbladet (1991–1992). Hon satt i Åbo Akademis Studentkårs kårfullmäktige 1992–1995.
I Finlands riksdag var Andersson ordförande och viceordförande för den gröna riksdagsgruppen (2001–2003 respektive 1997–1999 och 2007–2009) och medlem i bland annat talmanskonferensen (2009–2011), kanslikommissionen (2003–2007), framtidsutskottet (1996–1999), lagutskottet (1997–1999, ordförande 2009–2011), ekonomiutskottet (2000–2002, 2007–2009), förvaltningsutskottet (2002–2003, 2006–2007) och bankfullmäktige (2003–2007). Hon representerade de gröna i parlamentförbundets (IPU) finska grupps direktion (2007–2011) och var med i den finska delegationen för Nordiska rådet (1995–2000).
Andersson är gift med musikern Kim Engblom och har två barn. Andersson väckte uppmärksamhet i pressen då hon återvände till riksdagen efter sin första moderskapsledighet och ammade sitt barn i riksdagens utrymmen, vilket en del riksdagsledamöter uppfattade som opassande. Anderssons far, docenten i internationell ekonomi Jan Otto Andersson har deltagit i politiken inom DFFF och Vänsterförbundet.
Andersson ställde inte upp i riksdagsvalet 2011.

## Utmärkelser
- Riddartecknet av I klass av Finlands Vita Ros’ orden[1]

[Redigera Wikidata]